# Masaki Kobayashi

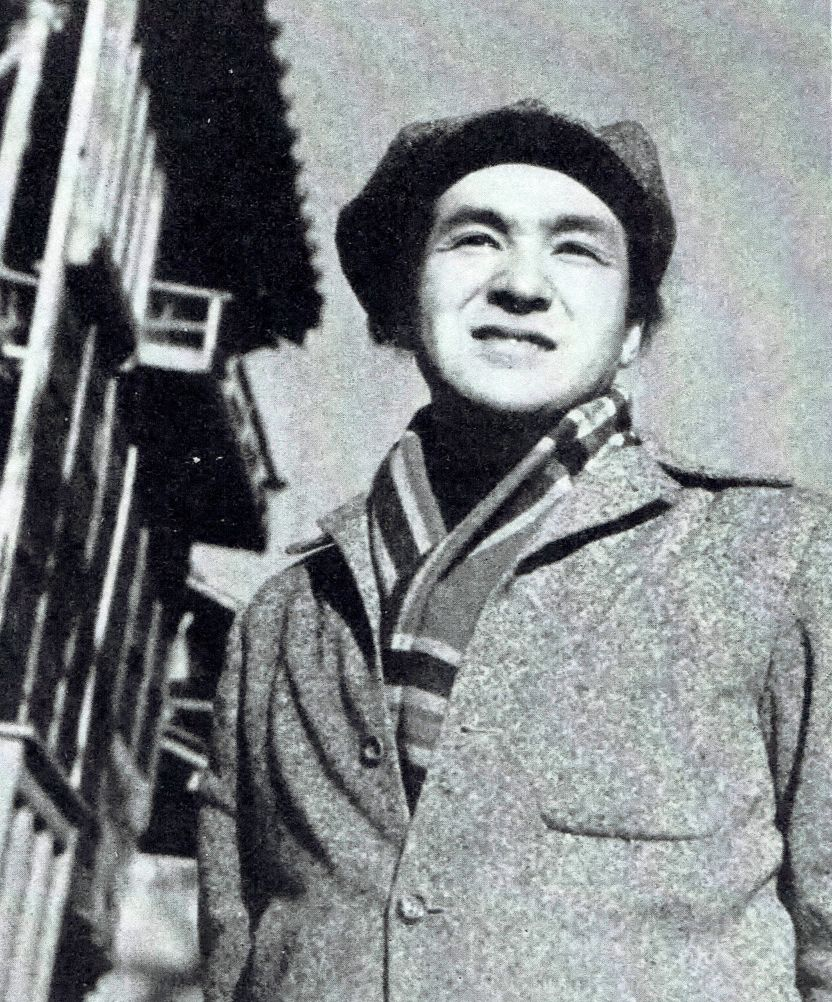
Masaki Kobayashi (1953)

Masaki Kobayashi (japanisch 小林 正樹, Kobayashi Masaki; * 14. Februar 1916 in Otaru, Hokkaidō; † 4. Oktober 1996 in Tokio) war ein japanischer Filmregisseur und Drehbuchautor. Kobayashi galt als einer der besten und präzisesten Regisseure Japans, bekannt wurde er durch Filme wie „Barfuß durch die Hölle“ und „Kwaidan“.

## Karriere
Kobayashi wuchs in seiner Geburtsstadt im Norden Hokkaidos auf. Von 1933 bis 1941 studierte er an der Waseda-Universität in Tokio Philosophie. Danach begann er als Regieassistent bei der Produktionsfirma Shochiku. 1942 wurde Kobayashi eingezogen und in die Mandschurei versetzt. Dort verweigerte er nicht nur jegliche Teilnahme an Kampfhandlungen, sondern auch jegliche militärische Beförderung. Kobayashi geriet zunächst in sowjetische, später in amerikanische Gefangenschaft, 1946 kehrte er nach Japan zurück. Dort wirkte er bei Shochiku als Drehbuchautor und als Regieassistent bei Keisuke Kinoshita. 1952 schuf Kobayashi seinen ersten Film als Regisseur. In seinem dritten Spielfilm „Kabe atsuki heya“ thematisierte er erstmals die japanischen Kriegsverbrechen des Zweiten Weltkriegs. Wegen des für Japan sehr heiklen Stoffes gelangte der Film erst 1956 ins Kino; Kobayashi wurde mit dem Friedenskulturpreis ausgezeichnet. Der Durchbruch zu internationaler Bekanntheit gelang ihm mit den drei Filmen der Reihe „Barfuß durch die Hölle“, die in zusammen zehn Stunden (im ungekürzten Original) die Geschichte eines jungen Japaners, dargestellt vom dadurch bekanntgewordenen Tatsuya Nakadai, zeigen, der das Grauen des Krieges in all seinen Facetten durchlebt. Kobayashi verzichtete dabei vollständig auf Heroisierung und stellte sich damit gegen alle damaligen Erzählkonventionen.
In seinen späteren Werken orientierte sich Kobayashi teilweise an Kurosawas Samurai-Filmen, wobei Kobayashis Samurais weit weniger heroisch als Kurosawas agieren, dafür aber in einer sehr viel grausameren Umwelt. Sein größter kommerzieller Erfolg gelingt Kobayashi mit seinem ersten Farbfilm „Kwaidan“, der auf Gespenster-Erzählungen Lafcadio Hearns beruht. 1967 dreht er mit „Rebellion“ einen weiteren recht erfolgreichen Film, in der Hauptrolle ist Toshirō Mifune zu sehen. 1975 brachte Kobayashi einen Zusammenschnitt von acht auf dreieinhalb Stunden seiner Fernsehserie „Kaseki“ ins Kino. Nach seinem Dokumentarspiel „Tokio saiban“, das die Kriegsverbrecherprozesse in Tokio nachstellt, drehte Kobayashi 1985 seinen letzten Film, in dem er eine Konfrontation zwischen Terroristen und der Polizei beschreibt.
Kobayashi war dreimal bei den Filmfestspielen in Cannes vertreten, 1963 mit „Harakiri“, 1965 mit „Kwaidan“ und 1969 mit „Nippon no seishun“; 1963 und 1965 wurden seine Filme mit dem Sonderpreis der Jury ausgezeichnet. 1967 gewann Kobayashi mit „Rebellion“ einen FIPRESCI-Preis bei den Filmfestspielen von Venedig. Ebenfalls einen FIPRESCI-Preis erhielt er 1985 für sein Dokumentarspiel „Tokio saiban“ bei den Berliner Filmfestspielen.

## Filmografie (Auswahl)
- 1952: Musuko no Seishun
- 1953: Magokoro
- 1954: Kabe Atsuki Heya
- 1959–61: Trilogie Barfuß durch die Hölle (Ningen no Jōken)
- 1962: Harakiri (Seppuku)
- 1964: Kwaidan
- 1967: Rebellion (Jôi-uchi: Hairyô tsuma shimatsu)
- 1968: Nippon no Seishun
- 1971: Inochi Bō ni Furō
- 1975: Kaseki
- 1983: Tōkyō Saiban
- 1985: Shokutaku no nai Ie